# Villaveza del Agua
Villaveza del Agua ist ein nordwestspanischer Ort und eine Gemeinde (municipio) mit nur noch 163 Einwohnern (Stand: 2024) im Süden der Provinz Zamora in der Autonomen Gemeinschaft Kastilien-León. 

## Lage und Klima
Villaveza del Agua liegt am westlichen Rand der Kastilischen Hochebene (Meseta Iberica) in einer Höhe von ca. 710 m. Der Río Esla begrenzt die Gemeinde im Westen und Nordwesten. Durch die Gemeinde führt die Autovía A-66. Die Provinzhauptstadt Zamora ist gut 45 Kilometer (Fahrtstrecke) in südlicher Richtung entfernt. 
Das gemäßigte Kontinentalklima wird nur selten vom Atlantik beeinflusst.

## Bevölkerungsentwicklung
| Jahr      | 1970 | 1981 | 1991 | 2001 | 2011 | 2021 |
| Einwohner | 470  | 298  | 315  | 277  | 248  | 179  |

## Sehenswürdigkeiten

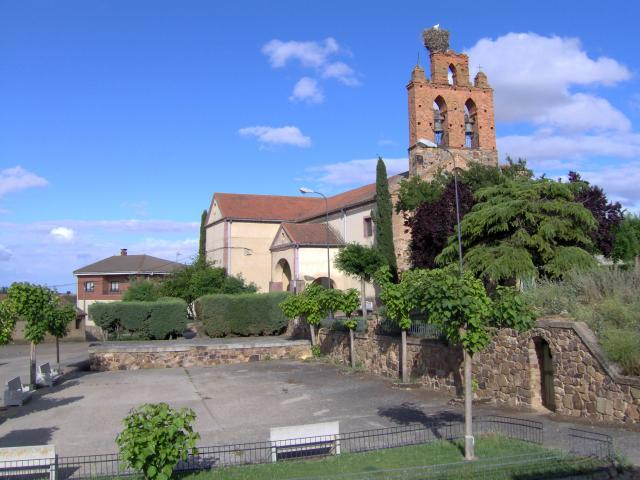
Salvatorkirche

- Salvatorkirche